# Joseph (modelo de arte)
Joseph (pronunciado:/ʒozef/), también conocido como Joseph le nègre («José el negro») (c. 1793
-desconocido), fue un acróbata y actor haitiano del siglo XIX, más conocido como modelo de arte. Activo principalmente en París, Joseph es recordado por su relación profesional con el pintor romántico francés Théodore Géricault, para quien sirvió como modelo principal para la pintura La balsa de la Medusa (1819).
Habiendo dejado Haití después de la Revolución haitiana, Joseph llegó a Marsella alrededor de 1804 y se mudó a París en 1808. Se ganaba la vida como acróbata y actor antes de ser contratado por Géricault en algún momento de 1818. Después del éxito de La balsa de la Medusa en el Salón de París de 1819, Joseph comenzó a modelar para otros artistas franceses contemporáneos, incluidos Théodore Chassériau, Horace Vernet y Adolphe Brune.
En 1832, Joseph se convirtió en uno de los tres únicos modelos masculinos empleados en la École des Beaux-Arts en París. A pesar de una carrera relativamente exitosa, Joseph nunca logró un reconocimiento más amplio más allá de los círculos artísticos de París. Al igual que otras personas de color que vivían en la Francia del siglo XIX, su vida profesional estuvo condicionada por las consecuencias políticas y sociales del colonialismo francés y empañada por la discriminación racial.

## Primeros años y obra

### Haití y Francia (1793-1818)
No se ha registrado cuál era el apellido de Joseph, aunque se cree que nació en la colonia francesa de Saint-Domingue, actual Haití, alrededor de 1793. Llegó a Francia alrededor de 1804 y primero se instaló en Marsella. En 1808, Joseph se mudó a París, donde fue contratado como acróbata y actor para la compañía de Madame Saqui. Joseph fue uno de los muchos inmigrantes que abandonaron Haití después de la Revolución haitiana de 1791-1804 y la posterior abolición de la esclavitud en las colonias francesas (que duró desde 1794 hasta 1804 cuando Napoleón Bonaparte la legalizó nuevamente). Una exposición digital de 2023 del Museo J. Paul Getty sugiere que vivió en el distrito IX o XVII como muchos otros inmigrantes y personas involucradas en las artes, incluida Laure, una modelo negra que trabajó con Édouard Manet.

### La balsa de la Medusa(1818-1819)

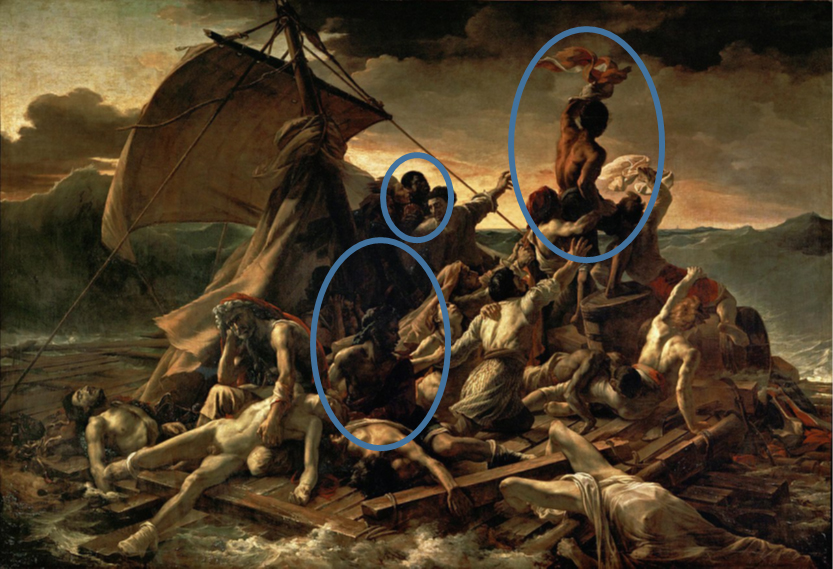
Versión comentada de La balsa de la Medusa (1819) de Théodore Géricault, que muestra figuras que se dice que fueron modeladas por Joseph.

Joseph ganó reconocimiento después de servir como modelo principal para La balsa de la Medusa de Géricault, una pintura de 1818-1819 que representa un momento posterior al naufragio de la fragata naval francesa Méduse, que encalló frente a la costa de la actual Mauritania el 2 de julio de 1816. Joseph, a quien Géricault conoció por primera vez durante un espectáculo acrobático, fue contratado como modelo poco después de que el artista comenzara a trabajar en La balsa de la Medusa en 1818. Según algunos relatos, solo uno de los quince supervivientes de la balsa, un soldado llamado Jean Charles, era negro. Sin embargo, varios historiadores y críticos de arte han argumentado que Géricault incluyó a tres personas negras en la composición. Se dice que todos fueron modelados a partir de Joseph.
En particular, Joseph sirvió como modelo para el hombre que se suponía que era Jean Charles, agitando un pañuelo rojo oscuro con la esperanza de ser notado por el barco que pasaba. Influenciado por una escultura clásica griega antigua titulada Belvedere Torso y de espaldas al espectador, la silueta de Joseph se coloca encima del grupo piramidal de supervivientes en la mitad derecha de la composición. Al mismo tiempo, Géricault completó un estudio de la espalda del modelo.

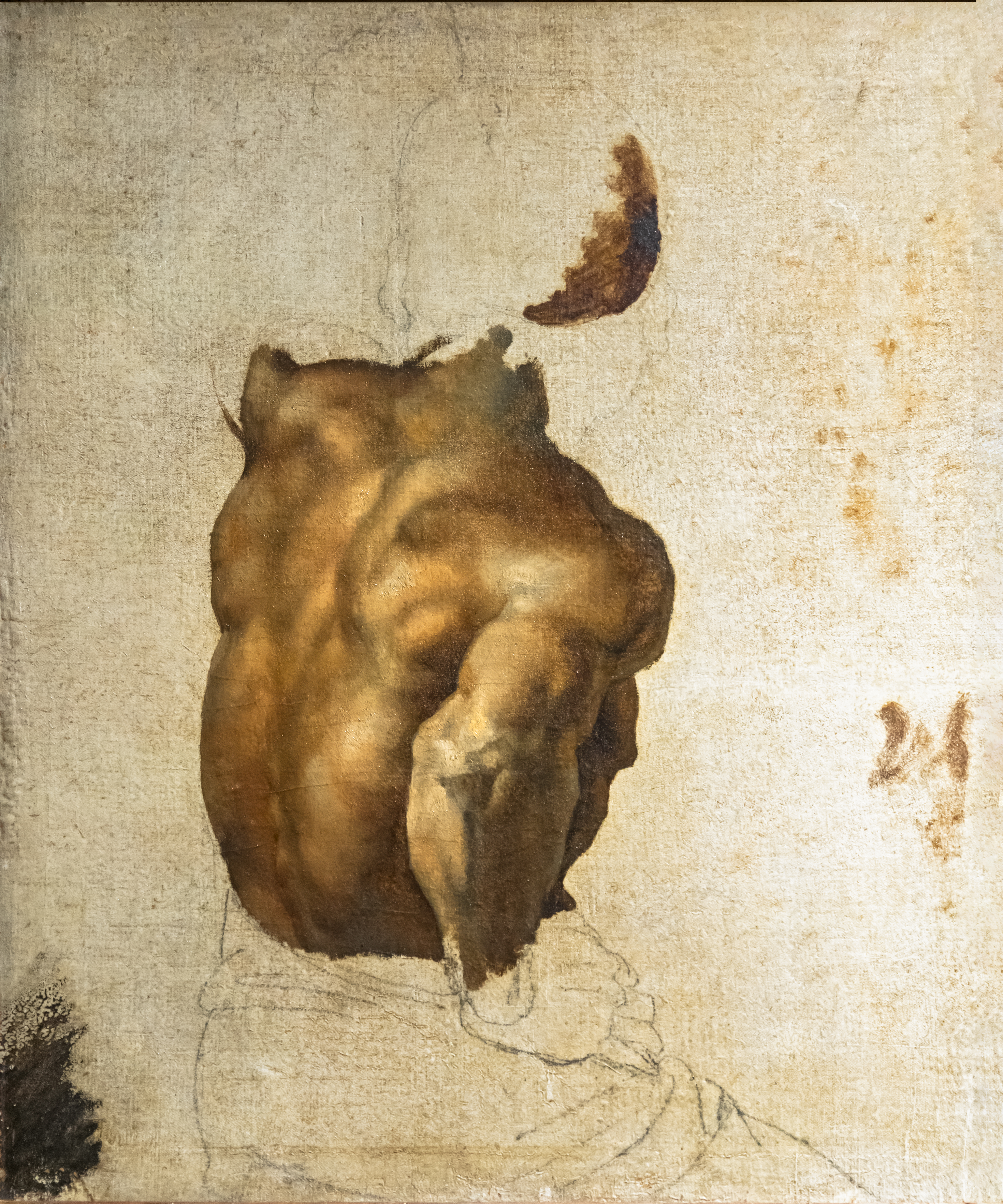
Théodore Géricault, Estudio posterior (según el modelo de Joseph) para "Le Radeau de La Méduse" 1818-1819, Museo Ingres, Montauban.

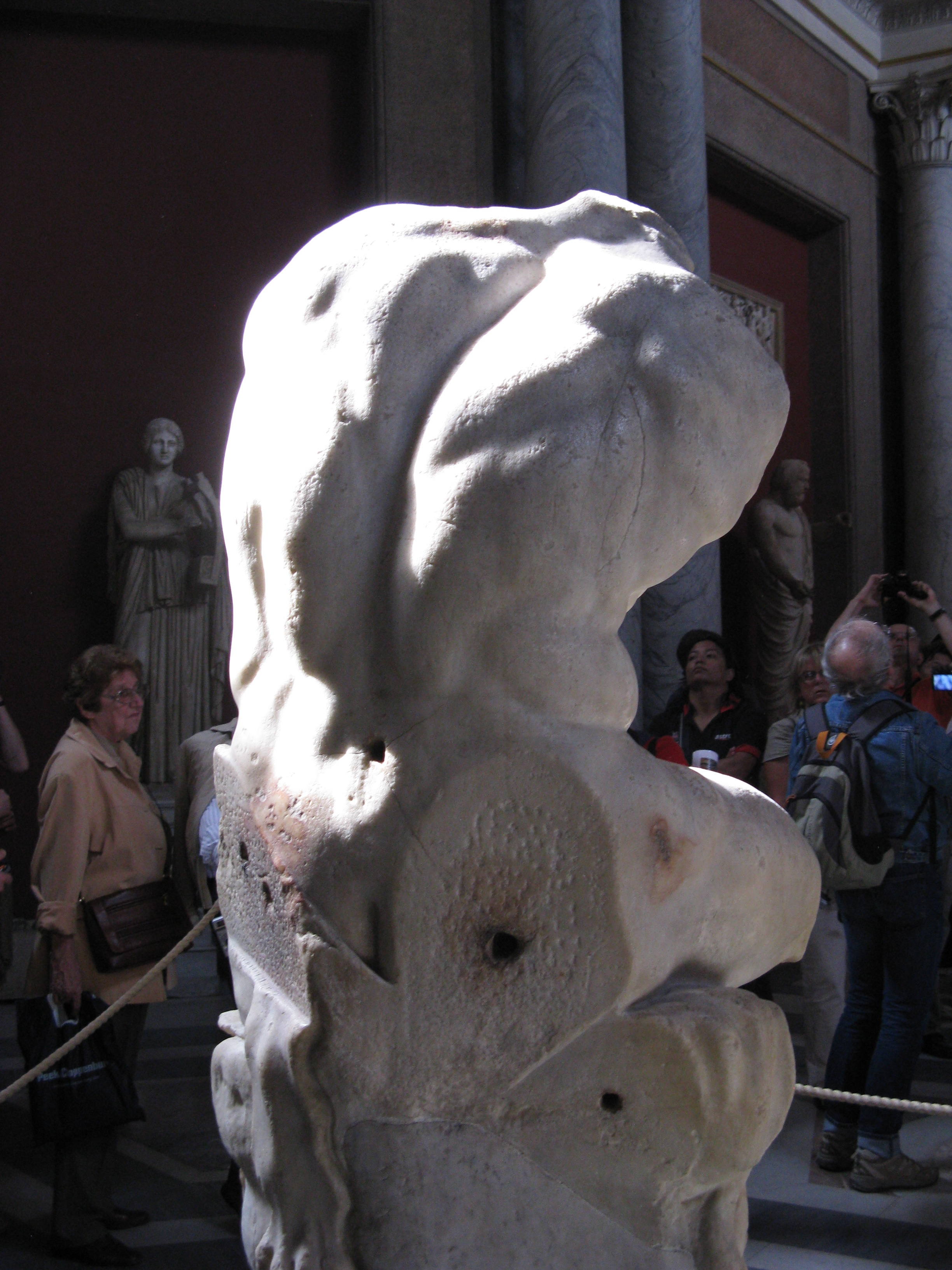
Belvedere Torso, fragmento de una escultura neoática del, que se dice que sirvió de inspiración para la representación de Joseph de Géricault. Museos Vaticanos, Ciudad del Vaticano.

El artista también incorporó una pequeña representación del rostro de Joseph en la composición. Mirando al espectador, está flanqueado por dos hombres blancos colocados a la derecha del mástil de madera. Casi al mismo tiempo que Géricault pintó La balsa de la Medusa, el artista también completó un estudio de retrato de Joseph, vestido con uniforme militar, de una manera consistente con tête d'étude, o un estudio de cabeza, una tradición establecida en la práctica del estudio francés. en el que se pinta un retrato de un individuo para su posible uso en composiciones a gran escala. Al hacerlo, el pintor representa el tema «con una franqueza e inmediatez que a menudo falta en el retrato formal».
Se ha descrito a Joseph como el modelo favorito de Géricault y se dice que el artista lo admiraba como individuo, un sentimiento que los historiadores del arte sugieren que se refleja en el enfoque profundamente personal del retrato de 1818-1819. Al hablar sobre el estudio, el artista y escritor británico Peter Brathwaite enfatiza la atención de Géricault al detalle al retratar a una persona de color y sugiere que se invita al espectador al «mundo de una persona real y distinta». Además, se ha sugerido que Joseph sirvió de inspiración para un tercer personaje incluido en La balsa de la Medusa, un hombre que se ve sentado en medio de la composición directamente frente al mástil.

### Joseph y el abolicionismo
Géricault se identificó como un abolicionista y su decisión de incluir representaciones de negros en La balsa de la Medusa ha sido interpretada como una declaración política contra la esclavitud y el colonialismo francés. El historiador de arte Albert Alhadef, señalando la «fuerte antipatía» hacia las personas de color entre el público francés en general a principios del siglo XIX, calificó la inclusión de personas negras en la pintura por parte del artista como un «extraordinario estallido de intrépida independencia». Los relatos sobrevivientes indican que la decisión fue controvertida. Un modelo de arte italiano conocido como Cadamour, que también posó para La balsa de la Medusa, supuestamente se «escandalizó» de que Géricault hubiera decidido contratar a un modelo negro.
Los historiadores del arte Klaus Berger y Diane Chalmers Johnson señalan que Géricault convirtió al individuo inspirado en Joseph en el «punto focal del drama, el más fuerte y perceptivo de los sobrevivientes, en cierto sentido el 'héroe de la escena'». Argumentan que la elección del artista de hacerlo no fue una decisión de «último minuto», como lo demuestran los primeros bocetos de la obra, incluido el estudio del retrato, y señalan las preocupaciones de Géricault con respecto a las «crueldades extremas» del comercio ilegal de esclavos en las colonias francesas. Haciéndose eco de este sentimiento, la escritora y artista congoleña Bona Mangangu describe el cuerpo negro de Joseph como «poderoso, con buena salud, elevándose por encima de los cuerpos blancos, supervivientes de la balsa debilitados por la enfermedad y la fatiga». Según Come Fabre, curadora del Louvre, París, donde la pintura de Géricault está en exhibición permanente, el artista «quería mostrar la igualdad del hombre frente al terror y la muerte».

## Carrera posterior

### Academia de París (década de 1830)

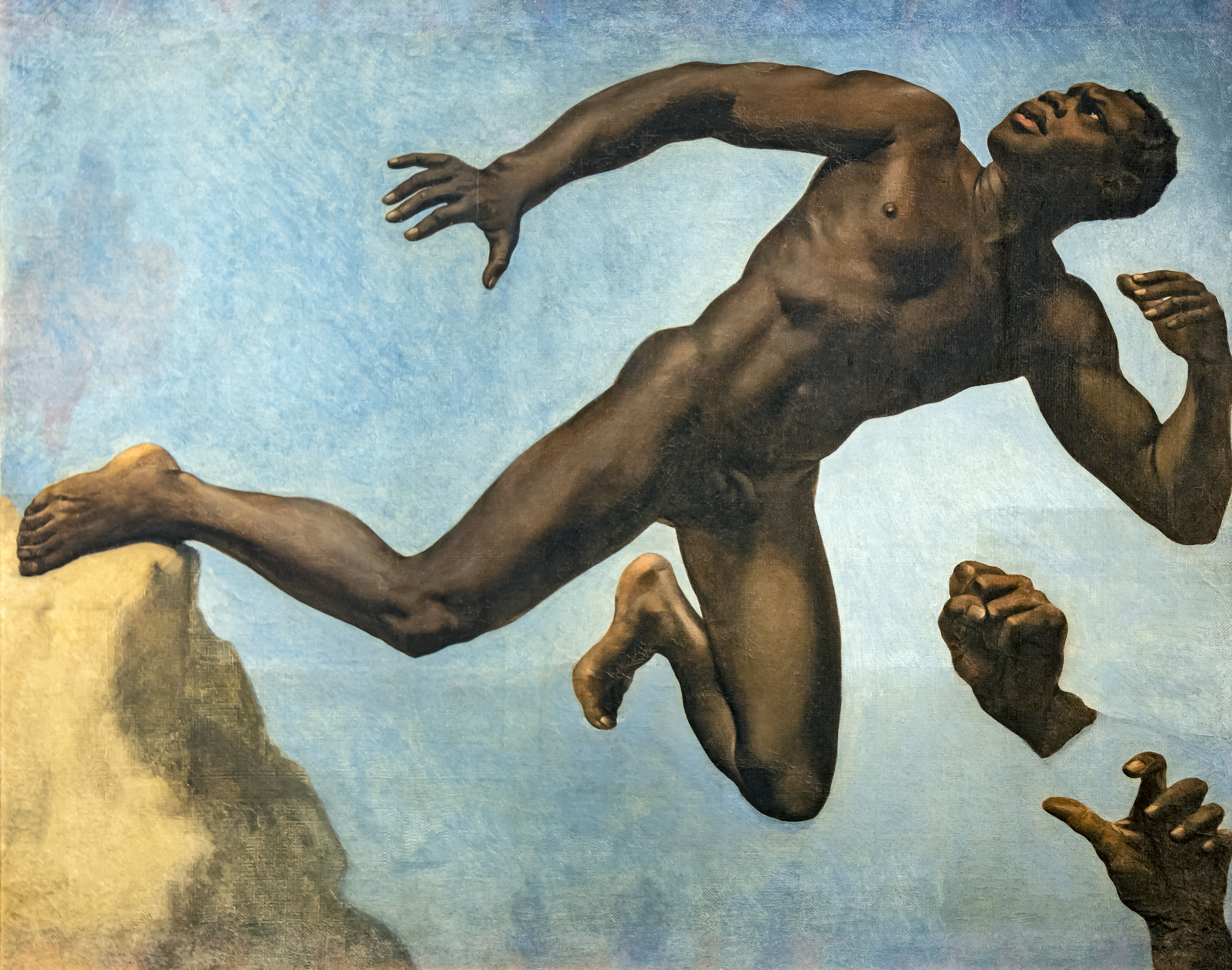
Théodore Chassériau, Estudio para negro, óleo sobre lienzo, c. 1836, Museo Ingres Bourdelle.

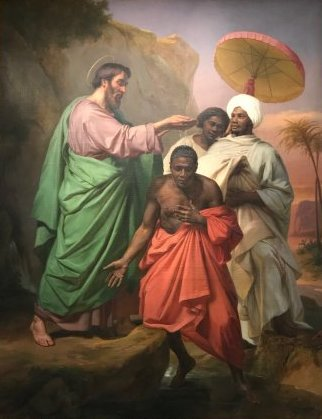
Abel de Pujol, San Felipe bautizando al eunuco de la reina de Etiopía, óleo sobre lienzo, 1848, Museo de Bellas Artes de Valenciennes.

Adolphe Brune, Joseph, le nègre, óleo sobre lienzo, 1865, Musée de Cahors Henri-Martin (fr).

En 1832, Joseph fue contratado en la École des Beaux-Arts de París, convirtiéndose en uno de sus tres únicos modelos masculinos. Ocupó el cargo hasta al menos 1835. Al hablar de la carrera de Joseph, la académica Emmelyn Butterfield-Rosen señala que en la Francia del siglo XIX «el cuerpo de un modelo viviente funcionaba como un significante flotante, asumiendo diferentes significados cuando se insertaba en diferentes contextos compositivos» y en el caso de Joseph, casi siempre era condicionado por las connotaciones culturales que los europeos «adherían al pigmento de su piel».
En un estudio de 1836 encargado por Jean-Auguste-Dominique Ingres, el pintor Théodore Chassériau muestra a José flotando sobre el cielo y junto a dos pequeños estudios de mano. En el momento de su finalización, dice Butterfield-Rosen, ni el modelo ni el artista (que era nieto de un terrateniente haitiano de raza mixta) sabían que Ingres había planeado utilizar a José en una composición religiosa titulada Cristo expulsando a Satán de la Montaña Sagrada y representarlo como «el diablo arrojado desde la cima de la montaña». En una pintura de Abel de Pujol completada en 1848 y basada en un tema bíblico, se representa a José como un eunuco de la Reina de Etiopía siendo bautizado por San Felipe.

### Últimos años (décadas de 1840 a 1860)
Joseph pasó a posar para otros destacados artistas franceses, incluidos Horace Vernet, Alfred de Dreux y Adolphe Brune. Los registros sobrevivientes indican que fue admirado principalmente por su físico, que los artistas contemporáneos percibían como impresionante y visualmente atractivo. Un artículo del periódico francés Le Figaro publicado en 1858 describía a Joseph como «el modelo más bello que pasara por los atelieres de París» y decía que no había un solo «artista, pintor o escultor francés que no conociera a Joseph».
Al mismo tiempo, Alhadeff sugiere que los relatos contemporáneos sobrevivientes de Joseph—incluido un pasaje despectivo de 1840 del escritor francés Émile de La Bédollière, donde el modelo es retratado como un «payaso que apenas puede quedarse quieto» y reducido a una «caricatura familiar»—señalan la continua percepción de los negros como una raza inferior. A pesar de su éxito en los círculos artísticos de París, Joseph no fue ampliamente reconocido y, al igual que otras personas de color, siguió enfrentándose al racismo sistémico en Francia incluso después de que finalmente se abolió la esclavitud en 1848. Bona Mangangu explica además que el modelaje artístico se consideraba una «profesión vil» («vil métier») que generalmente pagaba un promedio de tres francos por cada sesión, una cantidad relativamente pequeña.
Entre las últimas representaciones sobrevivientes de Joseph se encuentra una pintura de Brune, probablemente pintada durante la década de 1840, que se exhibió en el salón académico de 1865 en París. En esta composición, se ve a Joseph con el torso al aire, sentado contra un fondo natural y sosteniendo una taza de porcelana mientras sonríe. Según el erudito Jean Nayrolles, la composición tardía de Brune continúa perpetuando los estereotipos raciales a través de la «mirada antropológica» del sujeto («le consider antropologique»), asociando el cuerpo negro con el estado de naturaleza y sexualidad «benevolente» («bienveillante»).
Hacia el final de su vida y carrera, Joseph trabajó en el estudio del artista suizo Charles Gleyre, con quien se había hecho amigo mientras vivía en París. Se desconoce la fecha exacta de su muerte, aunque se estima que murió en algún momento a fines de la década de 1860 o principios de la de 1870.

## Legado
En 2019, una exposición titulada Posing Modernity: The Black Model from Manet and Matisse to Today en el Museo de Orsay de París, que se centró en la representación del cuerpo negro en el arte moderno francés, incluyó pinturas de Joseph hechas por Brune y Chassériau, entre otros. La muestra fue una versión ampliada de una exposición de 2018 del mismo nombre organizada por Denise Murrell en la Wallach Art Gallery de la Universidad de Columbia en Nueva York. En 2021, el escritor francés Arnaud Beunaiche publicó Je suis Joseph, un relato biográfico ficticio del modelo. Se estrenó como obra de teatro en L'Imaginaire en Douchy-les-Mines en febrero de 2022. En 2023, el Museo Getty de Los Ángeles organizó una exposición digital a través de la plataforma Google Arts & Culture titulada Study of the Model Joseph, Nineteenth-Century Paris, and Romanticism y dedicada íntegramente a Joseph.